# أليبو (ساسكاتشوان)
أليبو (بالإنجليزية: Elbow, Saskatchewan) هي قرية تقع في كندا في ساسكاتشوان. يقدر عدد سكانها بـ 294 نسمة ومساحتها 3.92 كم2 .

## المناخ
يظهر الجدول التالي التغييرات المناخية على مدار السنة لأليبو:
| البيانات المناخية لـأليبو         | البيانات المناخية لـأليبو | البيانات المناخية لـأليبو | البيانات المناخية لـأليبو | البيانات المناخية لـأليبو | البيانات المناخية لـأليبو | البيانات المناخية لـأليبو | البيانات المناخية لـأليبو | البيانات المناخية لـأليبو | البيانات المناخية لـأليبو | البيانات المناخية لـأليبو | البيانات المناخية لـأليبو | البيانات المناخية لـأليبو | البيانات المناخية لـأليبو |
| الشهر                             | يناير                     | فبراير                    | مارس                      | أبريل                     | مايو                      | يونيو                     | يوليو                     | أغسطس                     | سبتمبر                    | أكتوبر                    | نوفمبر                    | ديسمبر                    | المعدل السنوي             |
| --------------------------------- | ------------------------- | ------------------------- | ------------------------- | ------------------------- | ------------------------- | ------------------------- | ------------------------- | ------------------------- | ------------------------- | ------------------------- | ------------------------- | ------------------------- | ------------------------- |
| الدرجة القصوى °م (°ف)             | 10.0 (50.0)               | 12.0 (53.6)               | 21.8 (71.2)               | 33.9 (93.0)               | 38.0 (100.4)              | 43.3 (109.9)              | 41.1 (106.0)              | 40.9 (105.6)              | 38.3 (100.9)              | 32.8 (91.0)               | 21.1 (70.0)               | 16.3 (61.3)               | 43.3 (109.9)              |
| متوسط درجة الحرارة الكبرى °م (°ف) | −9.4 (15.1)               | −5.1 (22.8)               | 1.5 (34.7)                | 11.5 (52.7)               | 17.5 (63.5)               | 21.8 (71.2)               | 25.6 (78.1)               | 25.2 (77.4)               | 19.4 (66.9)               | 10.5 (50.9)               | 0.4 (32.7)                | −6.0 (21.2)               | 9.4 (48.9)                |
| المتوسط اليومي °م (°ف)            | −14.6 (5.7)               | −10.6 (12.9)              | −4.1 (24.6)               | 4.9 (40.8)                | 10.4 (50.7)               | 15.2 (59.4)               | 18.3 (64.9)               | 17.6 (63.7)               | 12.0 (53.6)               | 4.3 (39.7)                | −4.4 (24.1)               | −11.0 (12.2)              | 3.2 (37.8)                |
| متوسط درجة الحرارة الصغرى °م (°ف) | −19.7 (−3.5)              | −15.9 (3.4)               | −9.6 (14.7)               | −1.9 (28.6)               | 3.2 (37.8)                | 8.6 (47.5)                | 11.0 (51.8)               | 9.9 (49.8)                | 4.6 (40.3)                | −1.9 (28.6)               | −9.2 (15.4)               | −15.9 (3.4)               | −3.1 (26.4)               |
| أدنى درجة حرارة °م (°ف)           | −43.3 (−45.9)             | −40.0 (−40.0)             | −42.8 (−45.0)             | −26.6 (−15.9)             | −12.2 (10.0)              | −2.8 (27.0)               | 0.0 (32.0)                | −2.0 (28.4)               | −13.3 (8.1)               | −22.8 (−9.0)              | −32.7 (−26.9)             | −42.2 (−44.0)             | −43.3 (−45.9)             |
| الهطول مم (إنش)                   | 15.1 (0.59)               | 7.7 (0.30)                | 13.8 (0.54)               | 20.8 (0.82)               | 51.2 (2.02)               | 78.9 (3.11)               | 53.4 (2.10)               | 45.2 (1.78)               | 34.0 (1.34)               | 18.4 (0.72)               | 13.0 (0.51)               | 12.1 (0.48)               | 363.6 (14.31)             |
| معدل هطول الأمطار مم (إنش)        | 1.0 (0.04)                | 0.7 (0.03)                | 4.3 (0.17)                | 16.7 (0.66)               | 50.4 (1.98)               | 78.9 (3.11)               | 53.4 (2.10)               | 45.2 (1.78)               | 33.9 (1.33)               | 14.9 (0.59)               | 3.0 (0.12)                | 0.8 (0.03)                | 303.1 (11.93)             |
| متوسط تساقط الثلوج سم (إنش)       | 15.1 (5.9)                | 7.0 (2.8)                 | 9.5 (3.7)                 | 4.1 (1.6)                 | 0.9 (0.4)                 | 0.0 (0.0)                 | 0.0 (0.0)                 | 0.0 (0.0)                 | 0.1 (0.0)                 | 3.6 (1.4)                 | 10.0 (3.9)                | 11.3 (4.4)                | 60.4 (23.8)               |
| المصدر: Environment Canada        |                           |                           |                           |                           |                           |                           |                           |                           |                           |                           |                           |                           |                           |